# Roy Clark
Roy Linwood Clark (Meherrin, 15 aprile 1933 – Tulsa, 15 novembre 2018) è stato un cantante, musicista e showman statunitense.
È noto in particolare per il varietà televisivo di musica country Hee Haw, andato in onda dal 1969 al 1997.

## Discografia parziale
- 1966 - Roy Clark Sings Lonesome Love Ballads
- 1968 - Do You Believe This Roy Clark
- 1969 - Yesterday, When I Was Young
- 1969 - The Everlovin' Soul of Roy Clark
- 1970 - I Never Picked Cotton
- 1971 - The Incredible Roy Clark
- 1972 - Roy Clark Live!
- 1973 - Come Live with Me
- 1973 - Roy Clark's Family Album
- 1974 - Roy Clark / The Entertainer
- 1974 - Classic Clark
- 1982 - Turned Loose